# Museu Histórico de Sergipe
É uma das instituições museais mais antigas do Estado, foi inaugurado em 5 de março de 1960, reunindo uma coleção de mais de 5 mil itens históricos e artísticos no antigo Palácio Provincial - sede do governo executivo de Sergipe no período regêncial brasileiro.
Está situado na Praça São Francisco no centro histórico de São Cristóvão, fazendo parte do código urbano que é Patrimônio da Humanidade tombado pela UNESCO.
- Horário de funcionamento para visitações é de terça-feira a domingo, das 10h às 16h. Ingressos são vendidos somente na recepção do museu.

História
A ideia inicial do Museu Histórico de Sergipe surgiu de uma reunião no Clube Sergipano, em 1959, entre Lauro Barreto Fontes, José Calasans, o Governador Luis Garcia e seu secretário de Governo, Junot Silveira. 
Desse encontro saiu o secretário Junot incumbido de angariar fundos e doações para acervo, além da compra de objetos diversos para composição do inestimável acervo. Seu irmão Jenner Augusto, artista plástico, foi convidado para montar a exposição das peças.

O prédio
O prédio originalmente do século XVIII, serviu como palácio do poder executivo no período provincial em que a cidade de São cristóvão foi a capital da Província de Sergipe Del´Rey. Com uma arquitetura colonial e de arte barroca, segundo o Instituto do Patrimônio Histórico e Artístico Nacional (IPHAN), o  primeiro registro de reforma do local foi em 1826, no século XIX.
Por volta de 1940 o prédio serviu como uma escola municipal e biblioteca, dez anos depois,  se tornou sede do Sindicato dos Trabalhadores de São Cristóvão. Tudo isso aconteceu anterior a 5 de março de 1960, antes de se tornar um museu.
Entre janeiro 2023 e janeiro de 2025 foi fechado ao público para a obra de restauração integral do prédio, recuperando cobertas, pisos de madeira e bens imóveis e integrados.
Além das obras, o projeto expográfico está sendo repensado através de uma equipe de museólogos, restauradores, historiadores, pedagogos e designs. 
O Museu Histórico de Sergipe é parte integrante do conjunto arquitetônico da Praça São Francisco, tombado como patrimônio mundial pela UNESCO desde 2010.
O acervo 
Conserva um enriquecedor acervo artístico, histórico e cultural de aproximadamente 5.000 peças que contam a trajetória do povo sergipano,abrangendo objetos e documentos relativos à história de São Cristóvão, de Sergipe e do Brasil, itens referentes a personalidades sergipanas tais como Manuel Bomfim, José Augusto Garcez e Sílvio Romero, ainda em seu acervo estão obras de arte de João Quaglia, Carybé, Jenner Augusto, Horácio Hora, Roberto Montenegro dente outros. O artesanato sergipano é muito presente no acervo, assim como artigos da cultura popular e material de sítios arqueológicos da região, o que compõem dentre outras coleções do museu é uma considerável coleção de canhões, muito lembrada por visitantes. 
Até o início dos anos 2000, o Museu Histórico mantinha um dos mais significativos acervos do cangaço do bando de Lampião e Maria Bonita. Coleção esta que foi devolvida a família dos cangaceiros como uma forma de reparação histórica. 
O museu é mantido pelo Governo do Estado de Sergipe, através da administração do Sistema Estadual de Museus vinculado a Fundação de Cultura e Arte Aperipê de Sergipe (FUNCAP-SE), a atual diretora é a museóloga, Rosângela Reis. O seu horário de funcionamento para visitações guiadas é de terça-feira a domingo, das 10h às 16h. Ingressos são vendidos somente na recepção do museu. 
1. ↑  https://www.se.gov.br/funcap/funcap_museu_historico_de_sergipe_sao_cristovao_